# Cassian Delsar
Cassian Delsar (* 24. April 1982 in Adelaide) ist ein australischer Eishockeyspieler, der seit 2015 bei Melbourne Ice in der Australian Ice Hockey League unter Vertrag steht.   

## Karriere
Cassian Delsar begann seine Karriere als Eishockeyspieler in seiner Heimatstadt bei Adelaide Avalanche, für dies er von 2003 bis 2007 in der Australian Ice Hockey League auflief. Inmitten der Spielzeit 2007 wechselte er zu den Western Sydney Ice Dogs, wo er die Saison beendete. Aber schon 2008 kehrte er in seine Geburtsstadt zurück und spielte fortan bis 2012 für den Nachfolgeklub von Avalanche Adelaide Adrenaline. Mit diesem gewann er 2009 den Goodall Cup, die australische Landesmeisterschaft. Nachdem er 2013 und 2014 eine Pause einlegte, spielt er Delsar seit 2015 für Melbourne Ice in der AIHL. 2017 gewann er mit dem Klub erneut den Goodall Cup.

### International
Für Australien nahm Delsar erstmals an der Weltmeisterschaft der Division II 2007 teil. Auch bei der Weltmeisterschaft 2010 vertrat er die Aussies in der Division II. Bei beiden Turnieren scheiterten die Australier als Gruppenzweiter nur knapp am Aufstieg in die Division I.

## Erfolge und Auszeichnungen
- 2009 Goodall-Cup-Gewinn mit den Adelaide Adrenaline
- 2017 Goodall-Cup-Gewinn mit Melbourne Ice